# Бекимов, Молданияз
Молданияз Бекимов (22 сентября 1882, Каратобинский район Западно-Казахстанская область — ? , Оренбургская область, Россия) — казахский этнограф, переводчик. Активно поддерживал алашское движение. Происходит из рода алаша племени байулы Младшего жуза.

## Биография
Окончил Уральское городское училище (1902), пехотное военно-юнкерское училище в Казани (1905). В 1905—1914 годах служил в Либаванском, Херсонском полках Ташкентском военном окружном штабе. В 1914—1915 годах в составе российских войск участвовал в 1-й мировой войне в чине штабс-капитана. В 1915—1917 годах начальник Ташкорганского гарнизона. 5—13 декабря 1917 года на Втором всеказахском съезде избран кандидатом в члены правительства Алаш-Орды. В 1918 году работал в комитете по содействию беженцам Семиречья. В разные годы проживал в Китае, России и Башкирии.
Бекимов в 1903 году перевёл на казахский язык повесть А. С. Пушкина «Капитанская дочка» (опубликован в Казани). Собирал и издавал сказки, легенды и другие произведения устного народного творчества. В издательстве Известия Общества археологии, истории и этнографии при Императорском Казанском университете (1904, т. 20) с предисловием Н. Натанова «Материалы по исследованию народных эпосов киргизов (казахов)» опубликовано шесть сказок, записанных Бекимовым, статья «Свадебные обряды киргизов (казахов) Уральской области». В 1909 году вышла книга «Қазақ тілін оқып, үйренуге басшылық кітабы» («Руководство по изучению казахского языка»). В журнале «Айкап» (1912, № 1) опубликована статья «Қазақ халқы жайынан». Академик Российской АН С.Венгеров в 1915 году упоминает о Бекимове как о киргизском (казахском) этнографе.